# Henri Le Saux
Henri Le Saux (noto con il nome indiano Abhishiktananda) (Saint-Briac, 30 agosto 1910 – Indore, 7 dicembre 1973) è stato un monaco cristiano francese, dell'ordine benedettino, figura mistica del cristianesimo indiano che ha contribuito al dialogo tra Cristianesimo e Induismo.

## Biografia
Dopo aver studiato  presso il seminario di Rennes entra, a 19 anni,  nell'Abbazia  di Sainte-Anne de Kergonan, che dipende  dalla Congregazione di Solesmes. Ordinato sacerdote nel 1935, assume la funzione di bibliotecario e di professore, prima dello scoppio della guerra nel 1939. Fatto prigioniero nel 1940, riesce ad evadere.
Nel 1945, entra in contatto con l'abate Jules Monchanin, dedito agli studi sull'India e alle connessioni tra il Cristianesimo e la spiritualità indiana.
Nel 1948, Henri Le Saux raggiunge Jules Monchanin in India. Insieme i due fondano nel 1949 un ashram (eremo) in un luogo chiamato Shantivanam («il bosco della pace»), sulle rive del fiume Kâverî. L'ashram è dedicato a Saccidânanda, cioè, secondo le Upaniṣad, al Brahaman, Essere, Coscienza, Beatitudine. I due eremiti individuano così una spiritualità della Santa Trinità autenticamente indiana.
Dopo essersi recato nel 1949 ai piedi del Monte Shiva Arunachala (a circa 100 km a ovest di Pondichéry) in compagnia di padre Jules Monchanin e avere incontrato Ramana Maharshi, Henri Le Saux è profondamente scosso e cerca di comprendere più profondamente i misteri dell'India senza rinunciare alla propria fede cristiana. Vive un intenso dibattito interiore tra la parte cristiana e occidentale e la parte indiana: scrive sul diario La montée au fond du cœur alcune poesie che testimoniano questi interrogativi.
Nel maggio 1957 conosce Raimon Panikkar presso il seminario cattolico di Pune, con il quale alcuni anni dopo (1964) compirà un "pellegrinaggio" alle sorgenti del Gange e al monte Arunachala, sulla cui cima celebreranno insieme una messa.
Dopo qualche tempo passato come eremita sul monte Arunachala Henri Le Saux - che prende dopo il suo incontro con il maestro spirituale Gnanananda Tamil, il nome di Abhishiktananda - inizia una vita errante per una parte dell'anno (visita molti monasteri e partecipa alle riunioni  interreligiose) e una vita da eremita nella zona di Rishikesh, ai piedi dell'Himalaya, per il resto dell'anno.
Muore nel 1973, dopo, secondo i suoi ultimi scritti pubblicati in La montée au fond du coeur, aver avuto un'esperienza di unione con Dio. È sepolto a Indore, India.

## Opere
- Sagesse hindoue, mystique chrétienne, Editions du Centurion, Paris, 1966.
- La rencontre de l'hindouisme et du christianisme, Ed. du Seuil, Paris, 1966.
- La montée au fond du cœur. Le journal intime du moine chrétien-sannyasi hindou, Oeil, Paris, 1986.
- Intériorité et révélation : essais théologiques, Ed. Présence, Sisteron, 1982.
- Ricordi di Arunachala - Racconto di un eremita cristiano in terra hindu, Messaggero di Sant'Antonio editrice, 2004